# Autoportrait avec un singe
Autoportrait avec un singe est un tableau de la peintre mexicaine Frida Kahlo réalisé en 1938. Cette peinture à l'huile sur Isorel est un autoportrait dans lequel l'artiste se représente un singe capucin accroché à son cou, lequel est par ailleurs orné d'un collier en os. Léguée par A. Conger Goodyear en 1966, l'œuvre est conservée à la galerie d'art Albright-Knox de Buffalo, dans l'État de New York, aux États-Unis.